# علي محسن العلاق
علي العلاق محافظ البنك المركزي العراقي لفترتين من 9 أيلول 2014 -الى 14 أيلول 2020 و23 كانون الثاني 2023 - حتى الآن
ورئيس مجلس محافظي صندوق النقد العربي لسنة 2020 بالقرار رقم (1) وشغل منصب الأمين العام لمجلس الوزراء بين 2006 و2014، ومحافظ العراق في بنك التنمية الإسلامي منذ 2014، ومحافظ العراق في صندوق النقد العربي 2014